# Сергий Павел

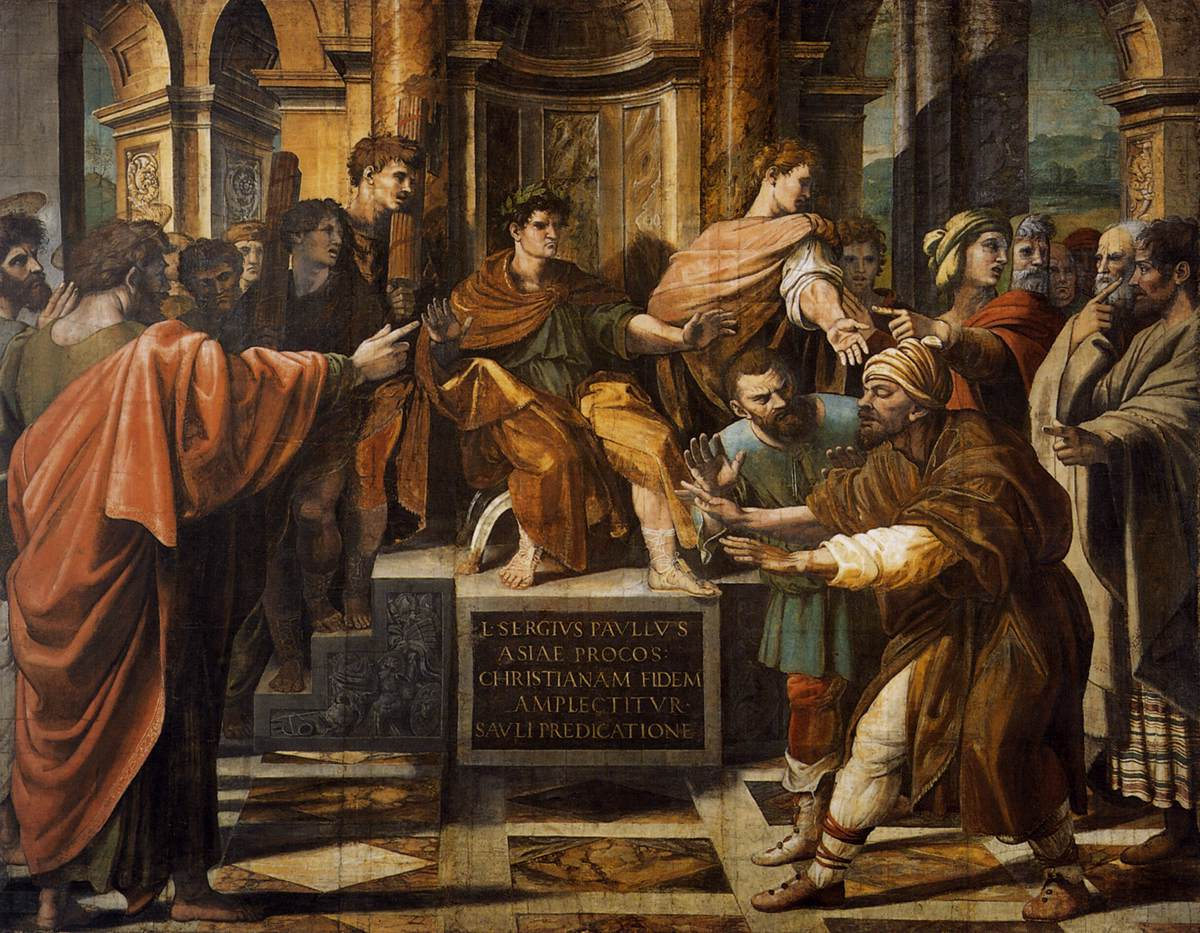
Обращение проконсула Сергия Павла. Рафаэль

Се́ргий Па́вел (лат. (Quintus/Lucius) Sergius Paullus; умер после 46 года) — проконсул Кипра во времена правления императора Клавдия (I век н. э.), персонаж новозаветной книги Деяний святых апостолов, обращённый в христианство апостолом Павлом.

## Деяния апостолов
Упоминается в книге Деяний апостолов. Проконсул Сергий Павел, пребывавший в Пафе, призвал приплывших на Кипр апостолов Павла, Варнаву и Марка для проповеди слова Божия. Пытавшийся отвратить Сергия Павла от веры волхв Елима (он же лжепророк Вариисус) был поражён слепотой.
Пройдя весь остров до Пафа, нашли они некоторого волхва, лжепророка, Иудеянина, именем Вариисуса, который находился с проконсулом Сергием Павлом, мужем разумным. Сей, призвав Варнаву и Савла, пожелал услышать слово Божие. А Елима волхв, ибо то значит имя его, противился им, стараясь отвратить проконсула от веры. Но Савл, он же и Павел, исполнившись Духа Святаго и устремив на него взор, сказал: о, исполненный всякого коварства и всякого злодейства, сын диавола, враг всякой правды! перестанешь ли ты совращать с прямых путей Господних? И ныне вот, рука Господня на тебя: ты будешь слеп и не увидишь солнца до времени. И вдруг напал на него мрак и тьма, и он, обращаясь туда и сюда, искал вожатого. Тогда проконсул, увидев происшедшее, уверовал, дивясь учению Господню (Деян. 13:6—12).

## Исторические исследования
Некоторые средневековые легенды идентифицировали Сергия Павла с Павлом Нарбоннским, что является очевидным анахронизмом (Павел Нарбоннский жил на 2 столетия позже).
Современным историкам известно 46 имён проконсулов Кипра, что составляет примерно 1/6 часть полного списка.
Существует несколько надписей, в которых, предположительно, упомянут Сергий Павел из «Деяний…», однако, с уверенностью утверждать это нельзя ни в одном случае. Одна из надписей, найденных в Риме, датируется правлением императора Клавдия (41—47 гг.) и упоминает некоего Луция Сергия Павла в списке пятерых смотрителей Тибра. Весьма правдоподобно, что после окончания срока службы смотрителем Сергий Павел получил назначение на Кипр, хотя неоспоримых доказательств, что речь идёт об одном и том же человеке, а не однофамильцах, не существует. В двух других случаях связь надписи с персонажем «Деяний» кажется менее вероятной, хотя и возможной. В надписи, найденной в г. Соли на Кипре, упомянут проконсул Павел, но без номена и преномена. Для плохо сохранившейся надписи из Хитр (северный Кипр), начинающейся «при Квинте Серг…», ряд исследователей предлагал восстановление «при Квинте Сергии Павле, проконсуле».